# 雅努斯鸟属
雅努斯鸟（学名：Janavis，意为雅努斯的鸟）是一种生活在白垩纪的，已经灭绝的鱼鸟类。雅努斯鸟属下有且仅有一个物种，即终齿雅努斯鸟（学名：J. finalidens，种加词意为最后的牙齿），这一物种于20世纪90年代发现，2002年被报道，2022年被正式描述。同一地区同一时间还发现了著名的常被描述为“最早的现代鸟类”的阿斯忒里亚鸟（学名：Asteriornis）。 雅努斯鸟提供了大量关于基干鸟类与现代鸟类演化的信息，特别是关于鸟类头骨结构演化方面的信息。

## 化石
雅努斯鸟的化石正模NHMM RD 271镶嵌于一块马斯特里赫特期的硬质岩石中，使得学者们长期以来无法完全研究这块标本，只有部分化石暴露再主块上。 2021 年使用计算机断层扫描检查发现岩石内部有其他结构，包括六个颈椎骨，四块背椎，前肢第二指的第一指骨，左肩胛骨，一块肱骨和一块右上股骨。

## 描述
雅努斯鸟是一种相对较大的鸟，其翼展可以达到5英尺长。其肱骨的长度为134.8毫米，而已知最大的鱼鸟上臂骨标本 YPM 1742的长度仅有71.5毫米。根据不同的计算方法，雅努斯鸟的体重在1120克到1604克不等。
除了体型之外，雅努斯鸟与所有其他已知的真鸟类的主要区别在于其背椎和肋骨的气化程度更高且肩胛骨缺少肩峰。这与一些现存真鸟类相似，但这些真鸟类群都更衍生。 
传统上，人们认为古颚类鸟类不可移动的上喙理所应当应该是原始的性状，但最近雅努斯鸟的翼状骨化石却表示这种更原始的鸟类却有着今颚类似的，可以移动的上喙。这说明古颚类固定的上喙并非是一种原始性状，这种鸟类可能在能移动的上喙的基础上独立演化出了固定的上喙。